# Mistrzostwa Świata U-20 w Rugby Union Mężczyzn 2024
Mistrzostwa Świata U-20 w Rugby Union Mężczyzn 2024 (2024 World Rugby U20 Championship) – czternaste mistrzostwa świata w rugby union dla drużyn narodowych do lat dwudziestu, organizowane przez World Rugby. Turniej został rozegrany w Południowej Afryce w dniach 29 czerwca – 19 lipca 2024 roku. Wzięło w nim udział dwanaście drużyn, tytułu mistrzowskiego bronili Francuzi, zwyciężyli zaś Anglicy.
Południowoafrykański Związek Rugby otrzymał prawa do organizacji turniejów w latach 2023–2024 pod koniec stycznia 2023 roku. Na początku lutego roku 2024 ogłoszono składy grup, jednocześnie ogłoszono, że zawody – podobnie jak rok wcześniej – odbędą się w trzech miastach Prowincji Przylądkowej Zachodniej. Sędziowie mistrzostw zostali wyznaczeni w na początku maja 2024 roku, a rozkład gier ogłoszono pod koniec tego miesiąca.
Charakterystyki zespołów i sędziowie zawodów.
Podczas mistrzostw były testowane zmiany w przepisach dotyczące m.in. kompetencji TMO, penalizacji niektórych szarży, wprowadzenia limitów czasowych przy młynie i aucie, zmiany zachowań w maulu i aucie oraz automatycznych zawieszeń przy czerwonej kartce. Zawody były transmitowane w TVNZ, L’Équipe TV, SuperSport, Fiji Broadcasting Corporation i platformie strumieniowej światowego związku.
Drużyny rywalizowały w pierwszej fazie systemem kołowym podzielone na trzy czterozespołowe grupy. Zwycięzca meczu zyskiwał cztery punkty, za remis przysługiwały dwa punkty, porażka nie była punktowana, a zdobycie przynajmniej czterech przyłożeń lub przegrana nie więcej niż siedmioma punktami premiowana była natomiast punktem bonusowym. Po zakończeniu pierwszej fazy ustalany był ranking przed dwumeczową fazą play-off – pierwsze cztery zespoły walczyły o mistrzostwo, kolejne cztery o miejsce piąte, zaś pozostałe o miejsce dziewiąte. Przy ustalaniu rankingu po fazie grupowej w przypadku tej samej ilości punktów lokaty zespołów były ustalane kolejno na podstawie:
- wyniku meczu pomiędzy zainteresowanymi drużynami;
- lepszego bilansu punktów zdobytych i straconych;
- lepszego bilansu przyłożeń zdobytych i straconych;
- większej liczby zdobytych punktów;
- większej liczby zdobytych przyłożeń;
- rzutu monetą.

Z trzema zwycięstwami do półfinałów awansowały Anglia i Nowa Zelandia, dołączyła do nich także Francja oraz Irlandia, której ostatnie spotkanie grupowe z Australią zostało odwołane z powodu ulewnego deszczu (z tego samego powodu mecz Nowej Zelandii z Hiszpanią nie został ukończony). Niespodziankami tej fazy była pierwsza od 2017 roku przegrana Francji z Nową Zelandią, czy pierwsza Australii z Włochami. Do finału awansowali Anglicy i Francuzi, a tytuł mistrzowski po ośmiu latach odzyskali zawodnicy z Wysp Brytyjskich.

## Uczestnicy
W zawodach uczestniczyło jedenaście najwyżej sklasyfikowanych drużyn z poprzednich mistrzostw oraz zwycięzca World Rugby U-20 Trophy 2023.
| Zespół                 | Liczba występów | Poprzednia pozycja |
| ---------------------- | --------------- | ------------------ |
| Francja U-20           | 13              | 1                  |
| Irlandia U-20          | 13              | 2                  |
| Południowa Afryka U-20 | 13              | 3                  |
| Anglia U-20            | 13              | 4                  |
| Australia U-20         | 13              | 5                  |
| Walia U-20             | 13              | 6                  |
| Nowa Zelandia U-20     | 13              | 7                  |
| Gruzja U-20            | 5               | 8                  |
| Argentyna U-20         | 13              | 9                  |
| Fidżi U-20             | 9               | 10                 |
| Włochy U-20            | 11              | 11                 |
| Hiszpania U-20         | 1               | awans z WRT 2023   |

## Faza grupowa

### Grupa A
| 29 czerwca 2024 13:00 | Francja U-20 | 49:12          | Hiszpania U-20                                                                      | DHL Stadium, Kapsztad Sędzia: Federico Vedovelli |
| 29 czerwca 2024 13:00 | Punkty: karne przyłożenie – 7 Fabien Brau-Boirie 5 (P) Geoffrey Malaterre 10 (2P) Axel Desperes-Rigou 5 (P) Barnabe Massa 10 (2P) Hugo Reus 12 (6pd) | (28:0) Relacja | Punkty: Diego Gonzalez Blanco 5 (P) Julien Burguillos 5 (P) Gonzalo Otamendi 2 (pd) | DHL Stadium, Kapsztad Sędzia: Federico Vedovelli |

| 29 czerwca 2024 18:00 | Walia U-20 | 34:41           | Nowa Zelandia U-20 | Athlone Stadium, Kapsztad Sędzia: Morné Ferreira |
| 29 czerwca 2024 18:00 | Punkty: Steffan Emanuel 5 (P) Huw Anderson 5 (P) Macs Page 5 (P) Louie Hennessey 10 (2P) Harri Wilde 5 (pd K) Harri Ford 4 (2pd) Osian Thomas, Morgan Morse | (13:24) Relacja | Punkty: karne przyłożenie – 7 Dylan Pledger 5 (P) Xavier Tito-Harris 5 (P) Xavi Taele 10 (2P) Tai Cribb 5 (P) Rico Simpson 9 (3pd K) | Athlone Stadium, Kapsztad Sędzia: Morné Ferreira |

| 4 lipca 2024 13:00 | Walia U-20 | 31:10           | Hiszpania U-20                                                     | Athlone Stadium, Kapsztad Sędzia: Aimee Barrett-Theron |
| 4 lipca 2024 13:00 | Punkty: Steffan Emanuel 2 (pd) Harri Ford 9 (3pd K) Kodi Stone 5 (P) Ioan Emanuel 5 (P) Elijah Evans 5 (P) Ieuan Davies 5 (P) Owen Conquer | (24:10) Relacja | Punkty: Gonzalo Otamendi 5 (pd K) Pablo Guirao 5 (P) Nicolas Infer | Athlone Stadium, Kapsztad Sędzia: Aimee Barrett-Theron |

| 4 lipca 2024 15:30 | Francja U-20                                                                                             | 26:27          | Nowa Zelandia U-20 | Danie Craven Stadium, Stellenbosch Sędzia: Adam Jones |
| 4 lipca 2024 15:30 | Punkty: Hugo Reus 11 (pd 3K) Mathis Ferte 5 (P) Xan Mousques 5 (P) Joe Quere Karaba 5 (P) Leo Carbonneau | (11:0) Relacja | Punkty: Dylan Pledger 5 (P) Rico Simpson 7 (2pd K) Manumaua Letiu 5 (P) Stanley Solomon 5 (P) Aki Tuivailala 5 (P) Andrew Smith, Joshua Smith | Danie Craven Stadium, Stellenbosch Sędzia: Adam Jones |

| 9 lipca 2024 15:30 | Francja U-20 | 29:11          | Walia U-20                                               | Athlone Stadium, Kapsztad Sędzia: Nehuén Jauri Rivero |
| 9 lipca 2024 15:30 | Punkty: Axel Desperes-Rigou 3 (K) Hugo Reus 6 (3pd) Thomas Lacombre 5 (P) Hoani Bosmorin 10 (2P) Mathis Castro Ferreira 5 (P) | (21:6) Relacja | Punkty: Harri Ford 6 (2K) Morgan Morse 5 (P) Isaac Young | Athlone Stadium, Kapsztad Sędzia: Nehuén Jauri Rivero |

| 9 lipca 2024 18:00 | Nowa Zelandia U-20 | 45:13           | Hiszpania U-20                                                         | Danie Craven Stadium, Stellenbosch Sędzia: Reuben Keane |
| 9 lipca 2024 18:00 | Punkty: Mosese Bason 10 (2P) Joshua Smith 5 (P) A-One Lolofie 5 (P) Cooper Grant 5 (P) Frank Vaenuku 5 (P) Tom Allen 5 (P) Isaac Hutchinson 10 (5pd) | (45:13) Relacja | Punkty: Gonzalo Otamendi 8 (pd 2K) Victor Ofojetu 5 (P) Victor Ofojetu | Danie Craven Stadium, Stellenbosch Sędzia: Reuben Keane |

### Grupa B
| 29 czerwca 2024 15:30 | Irlandia U-20 | 55:15           | Włochy U-20                                                                                   | DHL Stadium, Kapsztad Sędzia: Saba Abulashvili |
| 29 czerwca 2024 15:30 | Punkty: Finn Treacy 5 (P) Evan O'Connell 5 (P) Luke Murphy 5 (P) Sam Berman 15 (3P) Danny Sheahan 5 (P) Sean Naughton 14 (P 3pd K) Jack Murphy 6 (3pd) Jacob Boyd, Sean Edogbo | (31:10) Relacja | Punkty: Lorenzo Elettri 5 (P) Luca Bellucci 5 (P) Martino Pucciariello 5 (pd K) Luca Bellucci | DHL Stadium, Kapsztad Sędzia: Saba Abulashvili |

| 29 czerwca 2024 15:30 | Australia U-20 | 35:11         | Gruzja U-20                                           | Athlone Stadium, Kapsztad Sędzia: Aimee Barrett-Theron |
| 29 czerwca 2024 15:30 | Punkty: Angus Staniforth 10 (2P) Ronan Leahy 5 (P) Lington Ieli 5 (P) Jarrah McLeod 5 (P) Harry McLaughlin-Phillips 10 (2pd 2K) Harvey Cordukes | (6:8) Relacja | Punkty: Luka Suluashvili 5 (P) Luka Tsirekidze 6 (2K) | Athlone Stadium, Kapsztad Sędzia: Aimee Barrett-Theron |

| 4 lipca 2024 13:00 | Irlandia U-20                                                                                            | 22:16          | Gruzja U-20                                           | Danie Craven Stadium, Stellenbosch Sędzia: Reuben Keane |
| 4 lipca 2024 13:00 | Punkty: Finn Treacy 5 (P) Sean Naughton 5 (pd K) Jack Murphy 2 (pd) Stephen Smyth 5 (P) Hugh Gavin 5 (P) | (12:6) Relacja | Punkty: Luka Tsirekidze 11 (pd 3K) Nika Lomidze 5 (P) | Danie Craven Stadium, Stellenbosch Sędzia: Reuben Keane |

| 4 lipca 2024 18:00 | Australia U-20                                                                                 | 12:17         | Włochy U-20                                                                      | Athlone Stadium, Kapsztad Sędzia: Sam Grove-White |
| 4 lipca 2024 18:00 | Punkty: Ronan Leahy 5 (P) Harry McLaughlin-Phillips 2 (pd) Ottavio Tuipulotu 5 (P) Dane Sawers | (0:7) Relacja | Punkty: Luca Bellucci 5 (P) Valerio Siciliano 5 (P) Simone Brisighella 7 (2pd K) | Athlone Stadium, Kapsztad Sędzia: Sam Grove-White |

| 9 lipca 2024 13:00 | Irlandia U-20 | nie rozegrano | Australia U-20 | Athlone Stadium, Kapsztad Sędzia: Morné Ferreira |
| 9 lipca 2024 13:00 | Relacja       |               |                | Athlone Stadium, Kapsztad Sędzia: Morné Ferreira |

| 9 lipca 2024 15:30 | Gruzja U-20 | 28:17           | Włochy U-20 | Danie Craven Stadium, Stellenbosch Sędzia: Takehito Namekawa |
| 9 lipca 2024 15:30 | Punkty: karne przyłożenie – 7 Luka Tsirekidze 6 (3pd) Giorgi Khaindrava 5 (P) Mikheil Kachlavashvili 5 (P) Mikheil Khakhubia 5 (P) | (14:10) Relacja | Punkty: Simone Brisighella 7 (2pd K) Nicholas Gasperini 5 (P) Mirko Belloni 5 (P) Samuele Mirenzi, Luca Bellucci, Simone Brisighella | Danie Craven Stadium, Stellenbosch Sędzia: Takehito Namekawa |

### Grupa C
| 29 czerwca 2024 13:00 | Anglia U-20 | 40:21           | Argentyna U-20 | Athlone Stadium, Kapsztad Sędzia: Adam Jones |
| 29 czerwca 2024 13:00 | Punkty: Billy Sela 5 (P) Ben Redshaw 5 (P) Henry Pollock 5 (P) Jack Bracken 15 (3P) Sean Kerr 10 (5pd) Junior K'poku | (14:14) Relacja | Punkty: Juan Penoucos 5 (P) Efrain Elias 5 (P) Genaro Podesta 5 (P) Facundo Rodriguez 2 (pd) Santino Di Lucca 4 (2pd) | Athlone Stadium, Kapsztad Sędzia: Adam Jones |

| 29 czerwca 2024 18:00 | Południowa Afryka U-20 | 57:7           | Fidżi U-20                                                          | DHL Stadium, Kapsztad Sędzia: Nehuén Jauri Rivero |
| 29 czerwca 2024 18:00 | Punkty: Likhona Finca 5 (P) Jurenzo Julius 10 (2P) Asad Moos 5 (P) Joel Leotlela 5 (P) Luca Bakkes 5 (P) Sibabalwe Mahashe 5 (P) Michail Damon 5 (P) Liam Koen 13 (5pd K) Tylor Sefoor 4 (2pd) Jurenzo Julius | (31:0) Relacja | Punkty: Anare Caginavanua 5 (P) Bogidrau Kikau 2 (pd) Breyton Legge | DHL Stadium, Kapsztad Sędzia: Nehuén Jauri Rivero |

| 4 lipca 2024 15:30 | Anglia U-20 | 48:11          | Fidżi U-20                                                                | Athlone Stadium, Kapsztad Sędzia: Saba Abulashvili |
| 4 lipca 2024 15:30 | Punkty: Henry Pollock 5 (P) Toby Cousins 10 (2P) Angus Hall 10 (2P) James Isaacs 5 (P) Kane James 5 (P) James Halliwell 5 (P) Benjamin Coen 8 (4pd) Harvey Cuckson, Kane James | (36:6) Relacja | Punkty: Benjamin Naivalu 5 (P) Isikeli Basiyalo 6 (2K) Ebernezer Tuidraki | Athlone Stadium, Kapsztad Sędzia: Saba Abulashvili |

| 4 lipca 2024 18:00 | Południowa Afryka U-20                                | 12:31          | Argentyna U-20 | Danie Craven Stadium, Stellenbosch Sędzia: Takehito Namekawa |
| 4 lipca 2024 18:00 | Punkty: karne przyłożenie – 7 Bathobele Hlekani 5 (P) | (0:17) Relacja | Punkty: Juan Penoucos 5 (P) Efrain Elias 5 (P) Santino Di Lucca 6 (3pd) Juan Pedro Bernasconi 5 (P) Juan Greising Revol 10 (2P) Felipe Bruno Schmidt, Felipe Ledesma | Danie Craven Stadium, Stellenbosch Sędzia: Takehito Namekawa |

| 9 lipca 2024 13:00 | Argentyna U-20 | 52:12          | Fidżi U-20 | Danie Craven Stadium, Stellenbosch Sędzia: Sam Grove-White |
| 9 lipca 2024 13:00 | Punkty: karne przyłożenie – 7 Genaro Podesta 5 (P) Facundo Rodriguez 10 (5pd) Juan Pedro Bernasconi 5 (P) Juan Greising Revol 10 (2P) Felipe Ledesma 10 (2P) Juan Manuel Vivas 5 (P) Genaro Podesta | (19:7) Relacja | Punkty: Isikeli Basiyalo 2 (pd) Ponipate Tuberi 5 (P) Aisea Nawai 5 (P) Aisea Nawai, Ebernezer Tuidraki, Sakenasa Nalasi | Danie Craven Stadium, Stellenbosch Sędzia: Sam Grove-White |

| 9 lipca 2024 18:00 | Południowa Afryka U-20                                                       | 12:17         | Anglia U-20                                                                      | Athlone Stadium, Kapsztad Sędzia: Federico Vedovelli |
| 9 lipca 2024 18:00 | Punkty: Likhona Finca 5 (P) Liam Koen 2 (pd) Zach Porthen 5 (P) Divan Fuller | (7:7) Relacja | Punkty: Sean Kerr 2 (pd) James Isaacs 5 (P) Finn Carnduff 5 (P) Joe Bailey 5 (P) | Athlone Stadium, Kapsztad Sędzia: Federico Vedovelli |

## Faza pucharowa

### Mecze o miejsca 9–12
|  |                        |                        |                        |                   |    |                   |                   |                   |
|  | Półfinały o 9. miejsce | Półfinały o 9. miejsce | Półfinały o 9. miejsce |                   |    | Mecz o 9. miejsce | Mecz o 9. miejsce | Mecz o 9. miejsce |
|  | Półfinały o 9. miejsce | Półfinały o 9. miejsce | Półfinały o 9. miejsce |                   |    | Mecz o 9. miejsce | Mecz o 9. miejsce | Mecz o 9. miejsce |
|  | 14 lipca               |                        |                        |                   |    |                   |                   |                   |
|  |                        |                        |                        |                   |    |                   |                   |                   |
|  | Włochy U-20            | Włochy U-20            | 28                     |                   |    |                   |                   |                   |
|  | Włochy U-20            | Włochy U-20            | 28                     | 19 lipca          |    |                   |                   |                   |
|  | Hiszpania U-20         | Hiszpania U-20         | 15                     |                   |    |                   |                   |                   |
|  | Hiszpania U-20         | Hiszpania U-20         | 15                     |                   |    | Włochy U-20       | Włochy U-20       | 13                |
|  | 14 lipca               |                        |                        |                   |    | Włochy U-20       | Włochy U-20       | 13                |
|  |                        |                        | Gruzja U-20            | Gruzja U-20       | 24 |                   |                   |                   |
|  | Gruzja U-20            | Gruzja U-20            | Gruzja U-20            | Gruzja U-20       | 24 | 40                |                   |                   |
|  | Gruzja U-20            | Gruzja U-20            |                        |                   |    |                   |                   |                   |
|  | Fidżi U-20             | Fidżi U-20             | 36                     |                   |    |                   |                   |                   |
|  | Fidżi U-20             | Fidżi U-20             | 36                     | Mecz o 3. miejsce |    |                   |                   |                   |
|  |                        |                        |                        |                   |    |                   |                   |                   |
|  | 19 lipca               |                        |                        |                   |    |                   |                   |                   |
|  |                        |                        |                        |                   |    |                   |                   |                   |
|  | Hiszpania U-20         | Hiszpania U-20         | 24                     |                   |    |                   |                   |                   |
|  | Hiszpania U-20         | Hiszpania U-20         | 24                     |                   |    |                   |                   |                   |
|  | Fidżi U-20             | Fidżi U-20             | 19                     |                   |    |                   |                   |                   |
|  | Fidżi U-20             | Fidżi U-20             | 19                     |                   |    |                   |                   |                   |

| 14 lipca 2024 13:00 | Włochy U-20                                                                                            | 28:15          | Hiszpania U-20                                                                                          | Danie Craven Stadium, Stellenbosch Sędzia: Nehuén Jauri Rivero |
| 14 lipca 2024 13:00 | Punkty: karne przyłożenie – 7 Simone Brisighella 11 (pd 3K) Giacomo Milano 5 (P) Marco Scalabrin 5 (P) | (12:5) Relacja | Punkty: Gonzalo Otamendi 5 (pd K) Hugo Gonzalez 5 (P) Alberto Carmona 5 (P) Aniol Franch, Jokin Zolezzi | Danie Craven Stadium, Stellenbosch Sędzia: Nehuén Jauri Rivero |

| 14 lipca 2024 15:30 | Gruzja U-20 | 40:36           | Fidżi U-20 | Danie Craven Stadium, Stellenbosch Sędzia: Adam Jones |
| 14 lipca 2024 15:30 | Punkty: Luka Tsirekidze 15 (3pd 3K) Nika Lomidze 5 (P) Mikheil Khakhubia 5 (P) Luka Keshelava 5 (P) Giorgi Gergedava 5 (P) Tarieli Burtikashvili 5 (P) Davit Lagvilava, Andro Dvali, Murtazi Tskhadadze | (21:12) Relacja | Punkty: Isikeli Basiyalo 2 (pd) Ponipate Tuberi 9 (P 2pd) Aisea Nawai 15 (3P) Waisake Salabiau 5 (P) Avakuki Niusalelekitoga 5 (P) Luke Nasau | Danie Craven Stadium, Stellenbosch Sędzia: Adam Jones |

| 19 lipca 2024 13:30 | Włochy U-20                                                                    | 13:24          | Gruzja U-20 | Athlone Stadium, Kapsztad Sędzia: Aimee Barrett-Theron |
| 19 lipca 2024 13:30 | Punkty: Martino Pucciariello 8 (pd 2K) Valerio Siciliano 5 (P) Federico Pisani | (6:12) Relacja | Punkty: Luka Tsirekidze 4 (2pd) Luka Keshelava 5 (P) Giorgi Gergedava 5 (P) Temur Tsulukidze 5 (P) Nugzari Kevkhishvili 5 (P) | Athlone Stadium, Kapsztad Sędzia: Aimee Barrett-Theron |

| 19 lipca 2024 11:00 | Hiszpania U-20 | 24:19          | Fidżi U-20 | Athlone Stadium, Kapsztad Sędzia: Federico Vedovelli |
| 19 lipca 2024 11:00 | Punkty: Diego Gonzalez Blanco 5 (P) Gonzalo Otamendi 4 (2pd) Jokin Zolezzi 5 (P) David Gallego 5 (P) Nicolas Moleti 5 (P) Julien Burguillos | (5:14) Relacja | Punkty: Isikeli Basiyalo 4 (2pd) Ronald Sharma 5 (P) Iowane Vakadrigi 5 (P) Ratu Nemani Kurucake 5 (P) Moses Armstrong-Ravula, Ratu Nemani Kurucake, Isikeli Basiyalo Waisake Salabiau | Athlone Stadium, Kapsztad Sędzia: Federico Vedovelli |

### Mecze o miejsca 5–8
|  |                        |                        |                        |                   |   |                   |                   |                   |
|  | Półfinały o 5. miejsce | Półfinały o 5. miejsce | Półfinały o 5. miejsce |                   |   | Mecz o 5. miejsce | Mecz o 5. miejsce | Mecz o 5. miejsce |
|  | Półfinały o 5. miejsce | Półfinały o 5. miejsce | Półfinały o 5. miejsce |                   |   | Mecz o 5. miejsce | Mecz o 5. miejsce | Mecz o 5. miejsce |
|  | 14 lipca               |                        |                        |                   |   |                   |                   |                   |
|  |                        |                        |                        |                   |   |                   |                   |                   |
|  | Argentyna U-20         | Argentyna U-20         | 34                     |                   |   |                   |                   |                   |
|  | Argentyna U-20         | Argentyna U-20         | 34                     | 19 lipca          |   |                   |                   |                   |
|  | Południowa Afryka U-20 | Południowa Afryka U-20 | 24                     |                   |   |                   |                   |                   |
|  | Południowa Afryka U-20 | Południowa Afryka U-20 | 24                     |                   |   | Argentyna U-20    | Argentyna U-20    | 14                |
|  | 14 lipca               |                        |                        |                   |   | Argentyna U-20    | Argentyna U-20    | 14                |
|  |                        |                        | Australia U-20         | Australia U-20    | 6 |                   |                   |                   |
|  | Australia U-20         | Australia U-20         | Australia U-20         | Australia U-20    | 6 | 36                |                   |                   |
|  | Australia U-20         | Australia U-20         |                        |                   |   |                   |                   |                   |
|  | Walia U-20             | Walia U-20             | 29                     |                   |   |                   |                   |                   |
|  | Walia U-20             | Walia U-20             | 29                     | Mecz o 3. miejsce |   |                   |                   |                   |
|  |                        |                        |                        |                   |   |                   |                   |                   |
|  | 20 lipca               |                        |                        |                   |   |                   |                   |                   |
|  |                        |                        |                        |                   |   |                   |                   |                   |
|  | Południowa Afryka U-20 | Południowa Afryka U-20 | 47                     |                   |   |                   |                   |                   |
|  | Południowa Afryka U-20 | Południowa Afryka U-20 | 47                     |                   |   |                   |                   |                   |
|  | Walia U-20             | Walia U-20             | 31                     |                   |   |                   |                   |                   |
|  | Walia U-20             | Walia U-20             | 31                     |                   |   |                   |                   |                   |

| 14 lipca 2024 13:00 | Argentyna U-20 | 34:24           | Południowa Afryka U-20                                                                                          | DHL Stadium, Kapsztad Sędzia: Reuben Keane |
| 14 lipca 2024 13:00 | Punkty: Efrain Elias 5 (P) Santino Di Lucca 9 (3pd K) Juan Greising Revol 5 (P) Timoteo Silva 5 (P) Gregorio Perez Pardo 5 (P) Benjamin Elizalde 5 (pd K) | (24:10) Relacja | Punkty: Jurenzo Julius 10 (2P) Sibabalwe Mahashe 5 (P) Tylor Sefoor 7 (2pd K) Phillip-Albert Van Niekerk 2 (pd) | DHL Stadium, Kapsztad Sędzia: Reuben Keane |

| 14 lipca 2024 18:00 | Australia U-20 | 36:29           | Walia U-20 | Danie Craven Stadium, Stellenbosch Sędzia: Federico Vedovelli |
| 14 lipca 2024 18:00 | Punkty: Harry McLaughlin-Phillips 11 (4pd K) Harvey Cordukes 5 (P) Toby Macpherson 5 (P) Kadin Pritchard 5 (P) Archer Saunders 5 (P) Dan Nelson 5 (P) | (24:12) Relacja | Punkty: Macs Page 15 (3P) Harri Wilde 2 (pd) Harri Ford 2 (pd) Isaac Young 5 (P) Matty Young 5 (P) Rhodri Lewis | Danie Craven Stadium, Stellenbosch Sędzia: Federico Vedovelli |

| 19 lipca 2024 16:00 | Australia U-20                                                          | 6:14          | Argentyna U-20                                                                  | Athlone Stadium, Kapsztad Sędzia: Morné Ferreira |
| 19 lipca 2024 16:00 | Punkty: Harry McLaughlin-Phillips 6 (2K) Jarrah McLeod, Kadin Pritchard | (3:5) Relacja | Punkty: Santino Di Lucca 9 (3K) Timoteo Silva 5 (P) Tomas Medina, Juan Penoucos | Athlone Stadium, Kapsztad Sędzia: Morné Ferreira |

| 19 lipca 2024 13:00 | Walia U-20 | 31:47          | Południowa Afryka U-20 | DHL Stadium, Kapsztad Sędzia: Reuben Keane |
| 19 lipca 2024 13:00 | Punkty: Steffan Emanuel 5 (P) Harri Wilde 6 (3pd) Aidan Boschoff 5 (P) Owen Conquer 5 (P) Walker Price 10 (2P) | (5:19) Relacja | Punkty: Asad Moos 5 (P) Sibabalwe Mahashe 10 (2P) Liam Koen 4 (2pd) Tylor Sefoor 8 (4pd) Bathobele Hlekani 5 (P) Zach Porthen 10 (2P) JF Van Heerden 5 (P) | DHL Stadium, Kapsztad Sędzia: Reuben Keane |

### Mecze o miejsca 1–4
|  |                    |                    |              |                   |    |             |             |       |
|  | Półfinały          | Półfinały          | Półfinały    |                   |    | Finał       | Finał       | Finał |
|  | Półfinały          | Półfinały          | Półfinały    |                   |    | Finał       | Finał       | Finał |
|  | 14 lipca           |                    |              |                   |    |             |             |       |
|  |                    |                    |              |                   |    |             |             |       |
|  | Anglia U-20        | Anglia U-20        | 31           |                   |    |             |             |       |
|  | Anglia U-20        | Anglia U-20        | 31           | 19 lipca          |    |             |             |       |
|  | Irlandia U-20      | Irlandia U-20      | 20           |                   |    |             |             |       |
|  | Irlandia U-20      | Irlandia U-20      | 20           |                   |    | Anglia U-20 | Anglia U-20 | 21    |
|  | 14 lipca           |                    |              |                   |    | Anglia U-20 | Anglia U-20 | 21    |
|  |                    |                    | Francja U-20 | Francja U-20      | 13 |             |             |       |
|  | Nowa Zelandia U-20 | Nowa Zelandia U-20 | Francja U-20 | Francja U-20      | 13 | 31          |             |       |
|  | Nowa Zelandia U-20 | Nowa Zelandia U-20 |              |                   |    |             |             |       |
|  | Francja U-20       | Francja U-20       | 55           |                   |    |             |             |       |
|  | Francja U-20       | Francja U-20       | 55           | Mecz o 3. miejsce |    |             |             |       |
|  |                    |                    |              |                   |    |             |             |       |
|  | 19 lipca           |                    |              |                   |    |             |             |       |
|  |                    |                    |              |                   |    |             |             |       |
|  | Irlandia U-20      | Irlandia U-20      | 24           |                   |    |             |             |       |
|  | Irlandia U-20      | Irlandia U-20      | 24           |                   |    |             |             |       |
|  | Nowa Zelandia U-20 | Nowa Zelandia U-20 | 38           |                   |    |             |             |       |
|  | Nowa Zelandia U-20 | Nowa Zelandia U-20 | 38           |                   |    |             |             |       |

| 14 lipca 2024 15:30 | Anglia U-20                                                          | 31:20           | Irlandia U-20                                                       | DHL Stadium, Kapsztad Sędzia: Morné Ferreira |
| 14 lipca 2024 15:30 | Punkty: Sean Kerr 21 (P 2pd 4K) Ollie Allan 5 (P) Craig Wright 5 (P) | (22:20) Relacja | Punkty: Jack Murphy 10 (2pd 2K) Oliver Coffey 5 (P) Bryn Ward 5 (P) | DHL Stadium, Kapsztad Sędzia: Morné Ferreira |

| 14 lipca 2024 18:00 | Nowa Zelandia U-20 | 31:55           | Francja U-20 | DHL Stadium, Kapsztad Sędzia: Sam Grove-White |
| 14 lipca 2024 18:00 | Punkty: karne przyłożenie – 7 Dylan Pledger 5 (P) Rico Simpson 4 (2pd) Aki Tuivailala 5 (P) King Maxwell 5 (P) Andrew Smith 5 (P) Stanley Solomon | (14:34) Relacja | Punkty: Hugo Reus 20 (7pd 2K) Mathis Ferte 5 (P) Xan Mousques 5 (P) Joe Quere Karaba 5 (P) Mathis Castro Ferreira 15 (3P) Charly Gambini 5 (P) Geoffrey Malaterre, Lorencio Boyer-Gallardo | DHL Stadium, Kapsztad Sędzia: Sam Grove-White |

| 19 lipca 2024 18:00 | Anglia U-20                                                      | 21:13         | Francja U-20                                                          | DHL Stadium, Kapsztad Sędzia: Takehito Namekawa |
| 19 lipca 2024 18:00 | Punkty: Sean Kerr 11 (pd 3K) Joe Bailey 5 (P) Arthur Green 5 (P) | (7:6) Relacja | Punkty: Hugo Reus 8 (pd 2K) Mathis Ferte 5 (P) Mathis Castro Ferreira | DHL Stadium, Kapsztad Sędzia: Takehito Namekawa |

| 19 lipca 2024 15:30 | Irlandia U-20                                                                                      | 24:38          | Nowa Zelandia U-20 | DHL Stadium, Kapsztad Sędzia: Saba Abulashvili |
| 19 lipca 2024 15:30 | Punkty: Sean Naughton 5 (P) Jack Murphy 9 (P 2pd) Oliver Coffey 5 (P) Ethan Graham 5 (P) Bryn Ward | (12:5) Relacja | Punkty: Xavi Taele 5 (P) Rico Simpson 8 (4pd) Frank Vaenuku 10 (2P) Vernon Bason 10 (2P) Jeremiah Collins 5 (P) Frank Vaenuku | DHL Stadium, Kapsztad Sędzia: Saba Abulashvili |